# Cipriano (futebolista)
João Luiz da Silva Cipriano (Brusque, 9 de novembro de 2002), conhecido como Cipriano, é um futebolista brasileiro que atua como zagueiro. Atualmente, joga pelo Juventude, emprestado pelo APOEL.

## Carreira
Natural de Brusque, Santa Catarina, Cipriano começou a carreira nas categorias de base do Criciúma em 2015. Em 2019, foi emprestado ao Fluminense para atuar no sub-20, sendo adquirido em definitivo em 29 de dezembro de 2020, com contrato até o fim de 2024.
Em 3 de fevereiro de 2023, foi emprestado ao Red Bull Bragantino e inicialmente integrou o time B do clube. Sua estreia na Série A ocorreu em 6 de agosto de 2023, como titular na vitória por 1–0 sobre o Coritiba.
Em 2024, foi emprestado ao APOEL, do Chipre, posteriormente foi comprado pelo clube cipriota. No ano seguinte, foi cedido ao Juventude para a disputa da temporada 2025.

## Títulos
Fluminense
- Campeonato Carioca: 2022[7]

APOEL
- Campeonato Cipriota: 2023/2024[7]

- Supercopa do Chipre: 2024[7]

## Vida pessoal
Cipriano é filho de Agenor, ex-jogador profissional das décadas de 1980 e 1990 e posteriormente técnico do Carlos Renaux. Seu irmão Eduardo também chegou a atuar nas categorias de base do Criciúma.